# Диктатор (фільм)
«Диктатор» (англ. The Dictator) — комедійний фільм американського режисера Ларрі Чарльза та британського комедійного актора, сценариста та продюсера Саші Барон Коена. Світова прем'єра відбулася 10 травня 2012 року в Лондоні, в Україні — 17 травня 2012 року.
У пресрелізі «Paramount Pictures» фільм охарактеризований так: «Героїчна історія північноафриканського диктатора, який ризикує своїм життям, щоб демократія ніколи не прийшла в його так любовно гноблену країну». Фільм іронічно присвячений «світлої пам'яті Кім Чен Іра».

## Сюжет
Адмірал-генерал Хаффаз Аладін — диктатор багатою нафтою африканської країни Вадії. Його влада абсолютна та безмежна: він наказує вбити будь-кого, хто йому не сподобається або наважиться перечити, організовує власні олімпійські ігри і стає їх переможцем, наказує підлеглим цілувати свої пахви та підтирати зад. Однак одного разу США занепокоїлися ядерною програмою Аладіна, яка нібито розвивається в мирних цілях (про що навіть сам Аладін не може говорити без сміху); і ось Аладін, щоб уникнути війни, змушений приїхати на засідання ООН у Нью-Йорк і дати роз'яснення.
Як тільки Аладін приїжджає в Нью-Йорк, його прагнучий влади помічник (і водночас дядько) Тамір організовує на нього замах. Аладін за збігом обставин уникає смерті, але опиняється голим та без своєї відомої бороди на вулицях Нью-Йорка. У той же час його місце в делегації займає двійник, котрого навчає дядько диктатора. Аладін намагається повернутися, але ніхто не вірить, що він дійсно правитель Вадії. Тут Аладін зустрічає Зої — активістку боротьби за цивільні права, що допомагає біженцям, а пізніше і з Надалем — фізиком-ядерником з Вадії, якого начебто стратив за невподобану форму ядерної боєголовки. Надаль, який бажає повернутися в Вадію на колишнє місце вченого, об'єднується з Аладіном. Вони мають намір використати Зої, щоб потрапити в готель і зірвати підписання двійником Аладіна нової демократичної конституції, яка б дозволила Таміру прийти до влади. В цей час Аладін закохується в Зої. План вдається, Аладін перед камерами рве конституцію, при цьому перераховуючи переваги диктатури. Причому це виглядає як жорсткий сарказм, бо всі «переваги диктатури» підозріло схожі на відомі недоліки американського ладу (тортури іноземних ув'язнених, важке становище бідняків і т. д.). Однак потім, зустрівшись поглядом із Зої, Аладін таки обіцяє демократизувати свою країну. Після цього вона кидається йому на шию, а всі присутні довго аплодують.
Фільм закінчується тим, що Аладін перед радісним натовпом одружується на Зої, а виборці під дулом танка голосують за Аладіна, і він щасливо продовжує створення ядерної зброї.

## У ролях
- Саша Барон Коен — генерал-адмірал Аладін/двійник Аладіна Ефавад
- Джейсон Манцукас — Надаль
- Анна Фаріс — Зої
- Бен Кінґслі — Тамір
- Джон Рейлі — Клейтон
- Саєд Бадрея — Омар
- Фред Армісен — офіціант ресторану "Смерть Аладіну"
- Меган Фокс — в ролі самої себе
- Едвард Нортон — в ролі самого себе
- Гаррі Шендлінґ — санітарний інспектор
- Кетрін Ган — вагітна жінка
- Аасіф Мандві — доктор
- Анна Катаріна — Ангела Меркель
- Олек Крупа — виконавчий директор Газпрому

## Український дубляж
Фільм дубльовано студією «LeDoyen» у 2012 році.

Перекладач і автор синхронного тексту: Федір Сидорук 

Режисер дубляжу: Іван Марченко 

Ролі дублювали: Саша Барон Коен/Аладін/Ефавад — Дмитро Завадський, Надаль — Юрій Коваленко, Тамір — Валерій Легін, Клейтон — Євген Пашин, Зої — Інна Бєлікова, Катерина Башкіна-Зленко, Віталіна Біблів, Олександр Бондаренко, Михайло Войчук, В'ячеслав Дудко, Деніс Капустін, Ніна Касторф, Максим Кондратюк, Олег Лепенець, Наталія Лук'янець, Іван Марченко, Андрій Мостренко, Наталя Романько-Кисельова, Дмитро Сова, Петро Сова, Сергій Солопай, Вікторія Хмельницька, Роман Чорний, Роман Чупіс та інші.

## Прокат
Від прокату фільму «Диктатор» відмовилися в Таджикистані, Туркменістані, та Білорусі, оскільки фільм не пройшов обов'язкове ліцензування та цензурування.
Фільм був скорочений на 12 хвилин (до 71 хвилини) цензурою в Узбекистані і був знятий з прокату через два тижні після прем'єри в Казахстані.